# Mehrkopfwaage

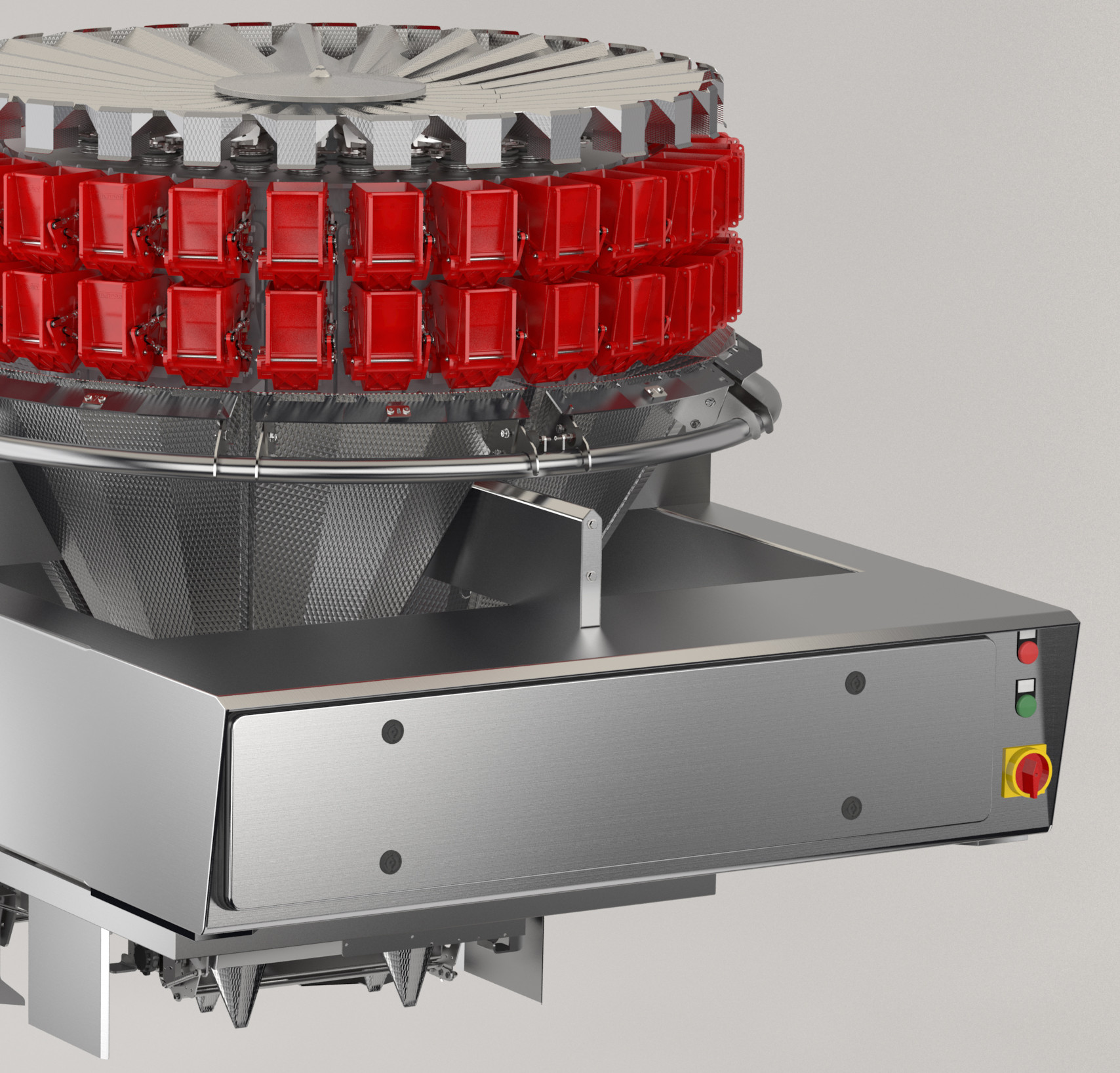
Mehrkopfwaage (28 Köpfe)

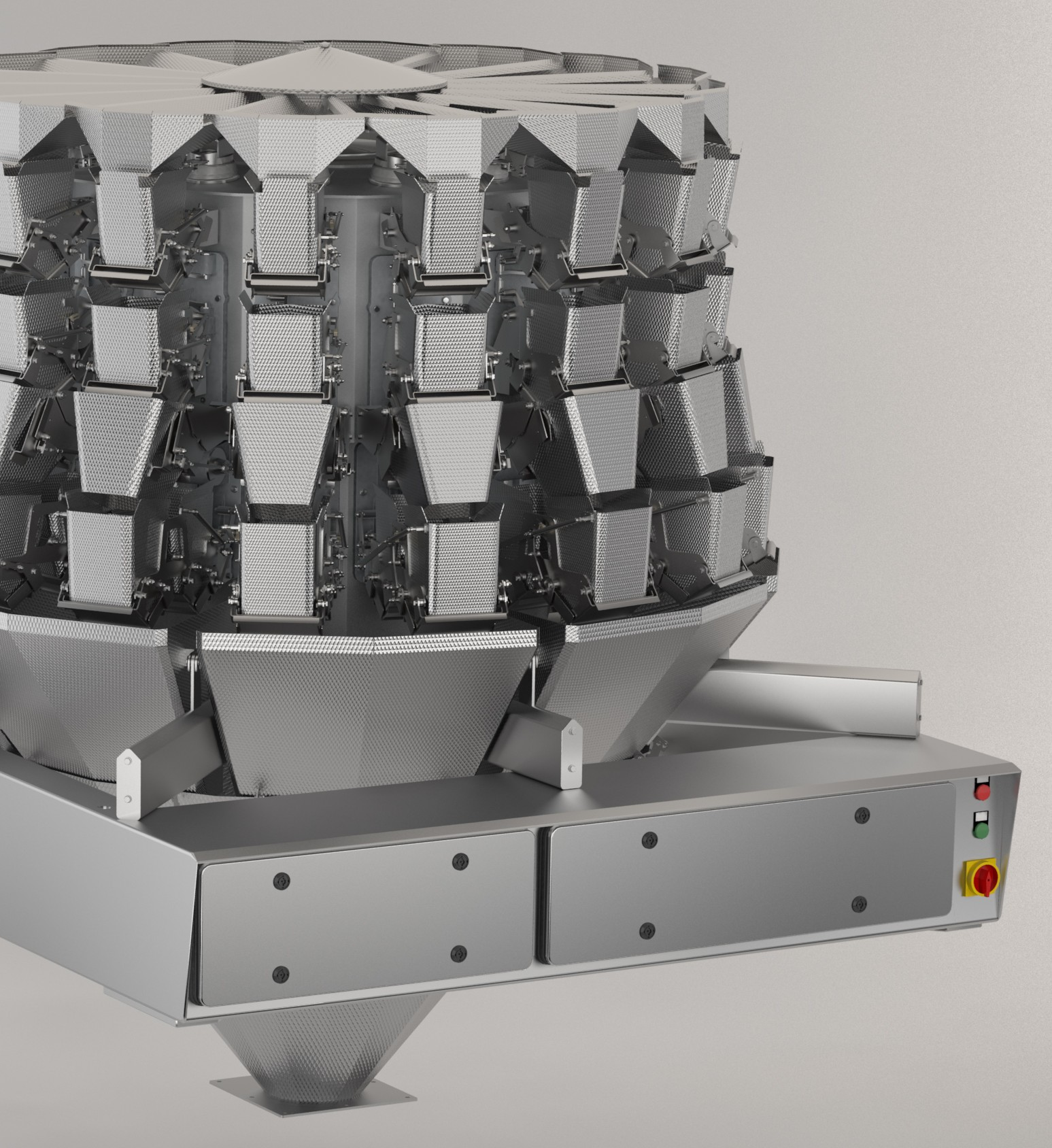
Mehrkopfwaage (24 Köpfe) mit Zwischenbehälter-Technologie zur Vorhaltung bereits abgewogener Portionen (und somit Gewährleistung höherer Geschwindigkeiten).

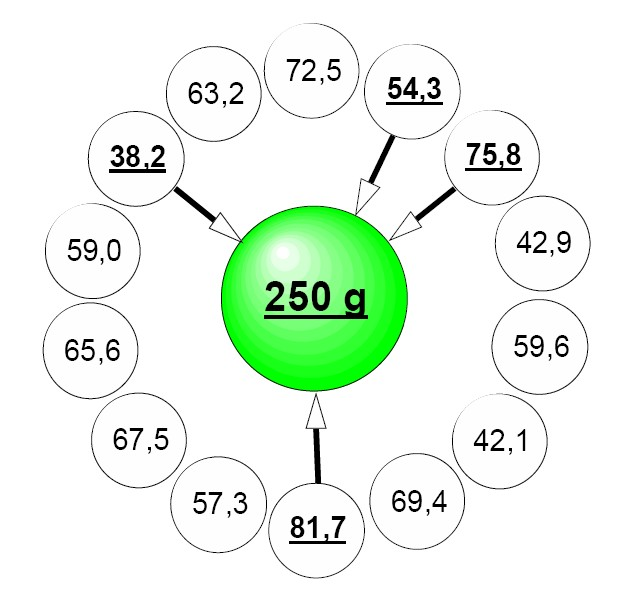
Kombinationsmöglichkeit bei einer 14-Kopf-Waage, Nennfüllgewicht 250 g.

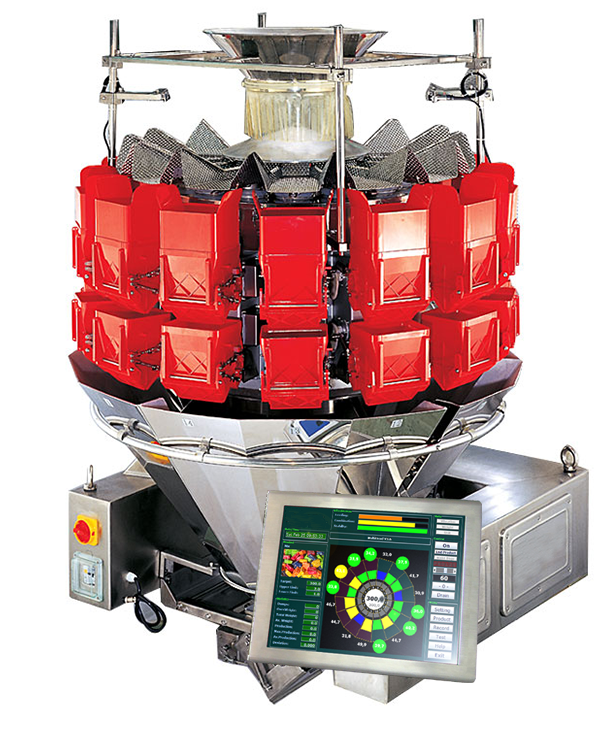
Mehrkopfwaage mit 14 Köpfen und mittigem Trichter für die Produkte. Bildschirm mit Steuereinheit, wird z. B. über einer Schlauchbeutel-Verpackungsmaschine montiert, um automatisiert zu verpacken.

Mehrkopfwaagen (auch Kombinationswaagen bzw. Teilmengenwaagen, engl. multihead weigher bzw. combination weigher) werden u. a. in der Lebensmittelindustrie zum Befüllen bereitgestellter Behältnisse (z. B. Beutel, Schachteln, Becher, Dosen oder Gläser) eingesetzt. Die Möglichkeit, ein festgelegtes Zielgewicht bei hoher Geschwindigkeit akkurat einzuhalten, spielt bei der Automatisierung der Verpackungsvorgänge eine entscheidende Rolle.

## Beschreibung

### Funktion
Bei einer kreisförmigen Mehrkopfwaage erfolgt die Produktzufuhr mittig oberhalb des Wägesystems (z. B. auf einen Verteilteller). Von dort wird das Produkt radial nach außen zu den kreisförmig angeordneten Vorratsbehältern und anschließend in die darunterliegenden Wägebehälter befördert. Ein Computer ermittelt aus mehreren Teilmengen die Kombination, die dem Soll-Gewicht am nächsten kommt und veranlasst die zeitgleiche Abschüttung. Die entleerten Vorrats- und Wägebehälter werden daraufhin sofort wieder befüllt. Heutzutage gibt es neben den kreisförmigen Modellen auch Mehrkopfwaagen mit einer Anordnung, die manuelles Eingreifen bei Produktverklumpungen und den Umgang mit klebrigen Produkten erleichtern. Moderne Mehrkopfwaagen sind in der Lage, fast jedes Produkt zu wiegen, darunter längliche Produkte (z. B. Schrauben), anhaftende Produkte (z. B. Käse), großvolumige Waren (z. B. Salat), empfindliche Produkte (z. B. Tomaten) und Feinmengen (z. B. Safran). Techniken zum Transport des Produkts von der Verteilerschale zu den Wiegebehältern umfassen Schwerkraft in Kombination mit Vibration, kernlose Schrauben sowie Förderbänder für vertikale Mehrkopfwaagen.

## Geschichte
Nach dem Zweiten Weltkrieg bewirkten erhöhte Anforderungen an die Qualität von Erzeugnissen, gesetzliche Vorschriften und verkürzte Produktionszeiten einen Wechsel zu genaueren, schnelleren, einfacheren, zuverlässigeren und rationelleren Verwiegungstechnologien. Die Mehrkopfwaage wurde 1972 erfunden, um grüne Paprika, die bis dahin manuell verpackt wurden, schneller und genauer zu verwiegen. Die neue Technologie wurde schnell für eine Reihe weiterer Lebensmittel übernommen, darunter Gemüse und Snacks. Das Verfahren „…revolutionierte regelrecht die Grundsätze der industriellen Verwiegung. Bei verpackten Produkten können maximale Gewichtsabweichungen von ± 1 g eingehalten werden, unabhängig von der Größe und der Beschaffenheit des Packguts“.
In den siebziger und achtziger Jahren verbreitete sich der Einsatz von Mehrkopfwaagen besonders schnell in Produktkategorien, bei denen es um leicht bewegliche Einzelprodukte ging – etwa Kirschtomaten oder Kartoffelchips. In der Zwischenzeit konnten jedoch dank der technischen Weiterentwicklung der Mehrkopfwaage zunehmend klebrige und 'widerspenstige' Produkte automatisch verwogen werden – darunter Frischfleisch, Geflügel, Käsezubereitungen und Salate. Parallel wurde auch die automatisierte Verwiegung von Produkten mit geringer Stückgröße möglich, etwa Kaffeegranulat oder Schwarztee. Außerdem wurden Mehrkopfwaagen darauf ausgelegt, empfindliche Produkte, z. B. Plätzchen, oder längliche Produkte, wie etwa Salzstangen, zu verwiegen.
Seit geraumer Zeit dienen Mehrkopfwaagen auch der schnellen Erstellung von Produktmischungen mit gleichbleibenden Mischverhältnissen. Dazu werden die Waagen vertikal unterteilt und mit jeweils einzelnen Produktzuführungen und -auslässen versehen. Jede Unterteilung funktioniert wie eine unabhängige Waage mit spezifischem Zielgewicht, wobei die Einzelprodukte im vorgegebenen Mischverhältnis am unteren Ende der Waage zusammengeführt und gemeinsam abgeworfen werden.

## Moderne Entwicklungen und Leistungsfähigkeit
Mehrkopfwaagen haben sich in den letzten Jahrzehnten erheblich weiterentwickelt. Moderne Systeme erreichen Wiegungen von bis zu 240 Portionen pro Minute, abhängig von Produktbeschaffenheit, Zielgewicht und Anzahl der Wägeköpfe. Während eine klassische 14-Kopf-Waage oft mit einer Geschwindigkeit von bis zu 120 Wiegungen pro Minute arbeitet, können 28-Kopf-Modelle durch Parallelverarbeitung deutlich höhere Durchsätze erzielen.
Dank verbesserter Wägealgorithmen und schnellerer Prozessoren können heutige Mehrkopfwaagen Gewichtsabweichungen von ± 0,5 bis 1 Gramm realisieren, selbst bei hochvolumigen oder schwer zu handhabenden Produkten wie frischen Salaten oder klebrigen Süßwaren. Durch innovative Zuführmechanismen wie Vibrationsrinnen, kernlose Schrauben oder vertikale Förderbänder lassen sich selbst empfindliche, anhaftende oder langgestreckte Produkte exakt dosieren.
Ein weiterer Fortschritt ist die Fähigkeit zur Mehrproduktverwiegung. Moderne Mehrkopfwaagen können verschiedene Produktkomponenten unabhängig voneinander wiegen und erst beim Abwurf mischen. Dies ermöglicht z. B. exakt kalibrierte Snack-Mischungen oder die Zusammenstellung von Fertiggerichten mit festgelegten Gewichtsverhältnissen einzelner Zutaten.

## Erweiterung der Produktvarianten
Während Mehrkopfwaagen ursprünglich für lose, leicht fließende Produkte wie Kartoffelchips oder Nüsse konzipiert waren, hat sich ihr Einsatzgebiet durch technologische Weiterentwicklungen stark erweitert. Heute kommen sie in nahezu allen Industriezweigen zum Einsatz:
- Frische und feuchte Lebensmittel: Geschnittenes Obst, Tomaten, Käsewürfel, Fleischstreifen oder Fischfilets.
- Empfindliche Produkte: Gebäck, Pralinen oder fragile Snackartikel wie Salzstangen oder Cornflakes.
- Klebrige und schwer fließende Waren: Marzipan, weiche Karamellbonbons oder frisch zubereitete Teigwaren.
- Großvolumige Produkte: Blattsalate, Kräuter oder tiefgekühlte Gemüse-Mischungen.
- Feinmengen und hochpreisige Produkte: Safran, Tee, Kaffeegranulat oder hochwertige Nahrungsergänzungsmittel.
- Industrie- und Non-Food-Produkte: Schrauben, Nägel, Kunststoffteile oder Granulate für chemische Anwendungen.

Durch individuell anpassbare Oberflächenbeschichtungen und intelligente Fördertechniken können die meisten Produkte (klebrige) mit Mehrkopfwaagen mit minimalen Produktverlusten verarbeitet werden.

## Einzelbelege
1. ↑   Force Measurement Panel (2010). A Guide to Dynamic Weighing for Industry. London: The Institute of Measurement and Control. 22-28. (Downloadable free from www.npl.co.uk/instmc-wfmp)
2. ↑  Kageyama, T. (2006). Development Trend of Recent Weighing Machines. Japanese Packaging Institute Journal. 44 (11), 863-867.
3. ↑  Ho, E. (2009). Form/Fill/Seal, Vertical. In: Yam, KL Encyclopedia of Packaging Technology. 3rd ed. New Jersey: Wiley & Sons. 546.
4. ↑  Die Mehrkopfwaage. In: Exaktapack. Abgerufen am 30. Januar 2025.